# Sora ni Kakeru Hashi
Sora ni Kakeru Hashi (空にかける橋?) è un brano musicale di Masami Okui scritto da Yabuki Toshiro e dalla stessa Okui, e pubblicato come singolo il 7 febbraio 2001 dalla Starchild. Il singolo è arrivato alla ventottesima posizione nella classifica settimanale Oricon, vendendo 17 670 copie. Il brano è stato utilizzato come sigla d'apertura della serie televisiva anime Tales of Eternia: The Animation, mentre il lato B I'd love you to touch me come sigla di chiusura.

## Tracce
CD singolo KIDA-207
1. Sora ni Kakeru Hashi (空にかける橋)
2. I'd love you to touch me
3. Sora ni Kakeru Hashi (off vocal version)
4. I'd love you to touch me (off vocal version)

Durata totale: 22:44

## Classifiche
| Classifica (2001)                        | Posizione più alta |
| ---------------------------------------- | ------------------ |
| Giappone (Classifica settimanale Oricon) | 28                 |